# Edith Meinhard

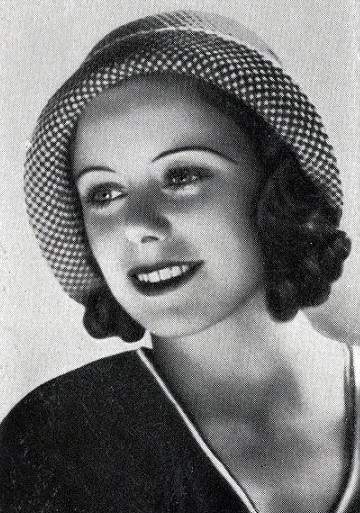
Edith Meinhard fotografiert von Yva, 1930er-Jahre

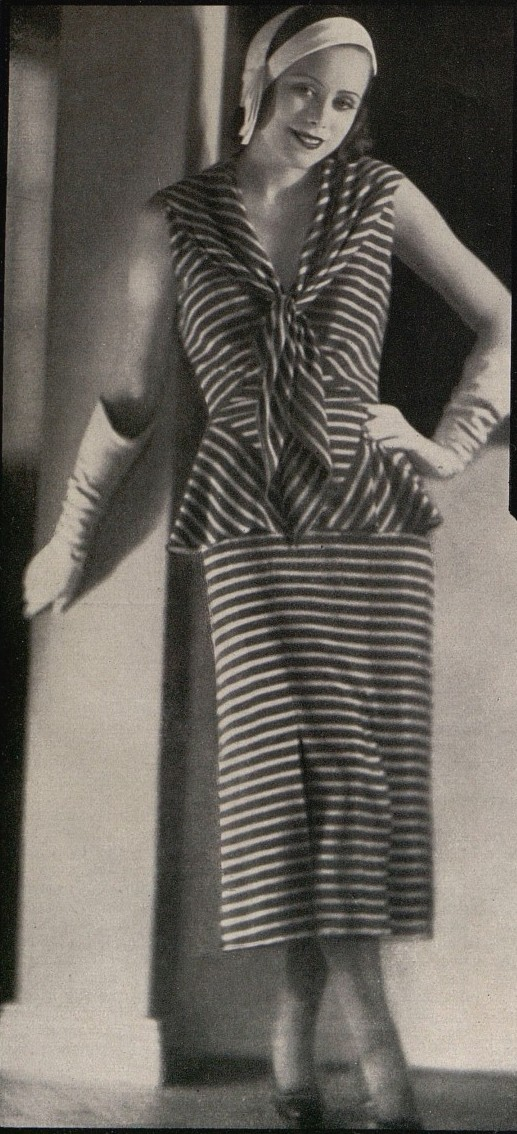
dies.

Edith Meinhard (* 22. November 1908 als Herma Ruth Edith Kötteritzsch in Berlin, Deutsches Reich; † 26. Juni 1968 ebenda) war eine deutsche Filmschauspielerin.

## Leben und Wirken
Die geborene Edith Kötteritzsch war eine Tochter der Schauspielerin Anna Kötteritzsch (1882–1956). Diese heiratete 1914 ihren Berufskollegen Rudolf Meinhard-Jünger (1880–1942). Im Alter von 10 Jahren gab Edith Meinhard ihr Stummfilmdebüt. Als junge Erwachsene von knapp 20 Jahren wurde sie von der Produktionsfirma Defu für zwei Stummfilme verpflichtet. 1929 wirkte sie als Erika, die Freundin Thymians (Louise Brooks), in G. W. Pabsts von der Kritik gefeierten Verfilmung Tagebuch einer Verlorenen mit.
Der Übergang zum Tonfilm verlief problemlos. Als eine der bestbeschäftigten Schauspielerinnen Deutschlands jener Jahre spielte Edith Meinhard bis Kriegsausbruch 1939 eine Fülle von Nebenrollen, darunter Prostituierte, Sekretärinnen, Zimmer- und Dienstmädchen. Zuletzt handelte es sich nur noch um sekundenkurze Auftritte an der Seite der Topstars des Dritten Reichs wie Zarah Leander, Pola Negri und Marika Rökk. Edith Meinhards letzter Film entstand im Frühjahr 1943, kurz vor Beginn der schweren alliierten Bombenangriffe auf Berlin. Ihr letzter bekannter Auftritt auf einer Bühne fand am 23. März 1943 im Rahmen der öffentlichen Rundfunksendung „Luxemburg spielt auf“ in Luxemburg statt. Danach verschwand Meinhard aus dem Blickfeld der Öffentlichkeit.
Edith Meinhard war ab 1947 mit Evald Verner Jensen verheiratet. Sie starb 1968 im Krankenhaus Hohengatow in Berlin-Gatow.

## Filmografie
- 1919: Der Tänzer (2 Teile)
- 1928: Der Herzensphotograph
- 1928: Ritter der Nacht
- 1929: Skiteufel (Ein Abenteuer in den Hochalpen)
- 1929: Männer ohne Beruf
- 1929: Tagebuch einer Verlorenen
- 1929: Die Schleiertänzerin
- 1930: Der Mann im Dunkel
- 1930: Eine Freundin so goldig wie Du
- 1931: Voruntersuchung
- 1931: Kabarett-Programm Nr. 3 (Kurzfilm)
- 1931: Meine Frau, die Hochstaplerin
- 1932: Rasputin
- 1933: Kampf um Blond
- 1933: Die unsichtbare Front
- 1933: Müller reist zum Wintersport
- 1934: Zigeunerblut
- 1934: Ein fideles Büro (Kurzfilm)
- 1934: Das Geschäft blüht (Kurzfilm)
- 1934: Bitte ein Autogramm! (Kurzfilm)
- 1935: Knock out
- 1935: Wie du mir – so ich dir (Kurzfilm)
- 1936: Der schüchterne Casanova
- 1936: Der Favorit der Kaiserin
- 1936: Spiel an Bord
- 1936: Rosen und Liebe (Kurzfilm)
- 1936: Blinder Eifer (Kurzfilm)
- 1937: Weiße Sklaven
- 1937: Gleisdreieck
- 1937: Man spricht über Jacqueline
- 1937: Die Austernlilli
- 1937: Der Unwiderstehliche
- 1937: Der andere Mann (Kurzfilm)
- 1938: Mit versiegelter Order
- 1938: Das Ehesanatorium
- 1938: Musketier Meier III
- 1938: Großalarm
- 1938: Mordsache Holm
- 1938: Verwehte Spuren
- 1938: Rote Orchideen
- 1938: Der Fall Deruga
- 1938: Ein Mädchen geht an Land
- 1938: Der Blaufuchs
- 1938: Die Nacht der Entscheidung
- 1938: Kleines Intermezzo (Kurzfilm)
- 1939: Der Florentiner Hut
- 1939: Hallo Janine
- 1939: Der Polizeifunk meldet
- 1939: Die Sache mit dem Hermelin (Kurzfilm)
- 1939: Wer küßt Madeleine?
- 1939: Wir tanzen um die Welt
- 1940: Weißer Flieder
- 1941: Jenny und der Herr im Frack
- 1941: Der Trichter Nr. 12 (Kurzfilm)
- 1943: Ein Mann mit Grundsätzen?